# Sobinka
Sobinka é uma cidade da Rússia, o centro administrativo de um raion do Oblast de Vladimir.